# Kanton Brinon-sur-Beuvron
Brinon-sur-Beuvron is een voormalig kanton van het Franse departement Nièvre. Het kanton maakte deel uit van het arrondissement Clamecy.
Het werd opgeheven bij decreet van 18 februari 2014 met uitwerking op 22 maart 2015. Alle gemeenten werden toegevoegd aan het kanton Corbigny.

## Gemeenten
Het kanton Brinon-sur-Beuvron omvatte de volgende gemeenten:
- Asnan
- Authiou
- Beaulieu
- Beuvron
- Brinon-sur-Beuvron (hoofdplaats)
- Bussy-la-Pesle
- Challement
- Champallement
- Chazeuil
- Chevannes-Changy
- Corvol-d'Embernard
- Dompierre-sur-Héry
- Germenay
- Grenois
- Guipy
- Héry
- Michaugues
- Moraches
- Neuilly
- Saint-Révérien
- Taconnay
- Vitry-Laché